# رابطه پلانک-اینشتین
رابطه پلانک-انیشتین که همچنین به عنوان رابطه انیشتین، رابطه انرژی-فرکانس پلانک، رابطه پلانک، و معادله پلانک نیز شناخته می‌شود می‌گوید انرژی یک فوتون، E که به انرژی فوتون معروف است، با فرکانس ν آن متناسب است. {\displaystyle E=h\nu } ثابت، h به عنوان ثابت پلانک شناخته می‌شود. چندین شکل معادل از رابطه وجود دارد، از جمله براساس بسامد زاویه‌ای، ω : {\displaystyle E=\hbar \omega } این رابطه ماهیت کمی از نور را شامل می‌شود و در درک پدیده‌هایی مانند اثر فوتوالکتریک و قانون پلانک در مورد تابش جسم سیاه نقش اساسی دارد.

## فرم طیفی
نور را می‌توان با استفاده از ویژگی‌هایی طیفی، مانند فرکانس ν، طول موج λ، عدد موج {\displaystyle \scriptstyle {\tilde {\nu }}} مشخص کرد و معادلهای زاویه ای آنها (فرکانس زاویه ای ω، طول موج زاویه ای y، و تعداد موج‌های زاویه ای k). این مقادیر از طریق رابطه زیر مرتبط هستند
{\displaystyle \nu ={\frac {c}{\lambda }}=c{\tilde {\nu }}={\frac {\omega }{2\pi }}={\frac {c}{2\pi y}}={\frac {ck}{2\pi }},}
بنابراین رابطه پلانک می‌تواند فرمهای «استاندارد» زیر را بگیرد
{\displaystyle E=h\nu ={\frac {hc}{\lambda }}=hc{\tilde {\nu }},}
و همچنین فرم‌های «زاویه ای» زیر،
{\displaystyle E=\hbar \omega ={\frac {\hbar c}{y}}=\hbar ck.}
در فرم‌های استاندارد از ثابت پلانک h استفاده می‌شود. اشکال زاویه ای باعث می‌شود از تناسب ħ = h/2π نیز استفاده شود. در اینجا c سرعت نور است.